# Manuel Bonifacio Gallardo
Manuel Bonifacio Gallardo fue un abogado, funcionario, periodista y legislador argentino. Fue miembro del Congreso que dio sanción a la Constitución Argentina de 1826 y designado para integrar la Corte Suprema de Justicia de la Nación surgida de la Constitución Argentina de 1853. Fue el primer Asesor Legal de la Municipalidad de Buenos Aires.

## Biografía
Manuel Bonifacio Gallardo nació en la ciudad de Buenos Aires el 5 de junio de 1793, hijo de Félix Antonio Gallardo y de Paula Francisca Planchón Illardi (1768-1855).
Se recibió de Bachiller en Leyes en la Universidad de Córdoba en 1802. Efectuó tres años de prácticas en el estudio del padre Félix Frías y tras los exámenes correspondientes obtuvo el título de abogado.
Tras graduarse regresó a su ciudad natal y combinó el ejercicio de su profesión con la actividad política y administrativa. Se casó en agosto de 1818 con Manuela Cárdenas en la Iglesia Mayor de Buenos Aires y entre ese año y 1820 actuó como secretario del Cabildo de Buenos Aires.
El 30 de marzo de 1821 fue nombrado asesor de la aduana de Buenos Aires, luego Asesor del Gobierno y Auditor de Guerra y Marina hasta 1822, y diputado entre 1824 y 1827.
En Buenos Aires fue amante de Trinidad Guevara Cuevas (1798-1873), la más famosa actriz de la época en el Río de la Plata, y para 1827 vivía separado de su esposa en una casa heredada por su madre del canónigo José León Planchón, en la calle Victoria.
Firme adherente al partido unitario, integró el Congreso General de 1824 en representación del territorio desmembrado de la Capital (bajo control del gobierno nacional). Gallardo desarrolló una destacada labor en el marco de los trabajos del Congreso General Constituyente, siendo uno de los redactores y firmantes de la Constitución de 1826.
Además, fue  presidente de la Academia de Jurisprudencia Teórico-Práctica durante varios períodos.
Por otro lado, a través de la ordenanza municipal con fecha del 28/10/1904 una calle que atraviesa los barrios de Versailles y Villa Real se le puso su nombre en homenaje a su trayectoria.
Fue colaborador y redactor en los principales periódicos afines a su partido de la época:
- El Constitucional (diario comercial y político): Dirigido por José Joaquín Mora (Cádiz, 1783-Madrid, 1864), apareció el 20 de abril de 1827 y publicó su último número el 25 de octubre de 1827. Fueron en total 147 números en los que se atacaba a los federales. Manuel B. Gallardo fue colaborador.[4]
- El Porteño: Publicó su primer número el 28 de octubre de 1827 y el último el 16 de noviembre de ese año. Impreso en la Imprenta del Río de la Plata tuvo 6 números y un prospecto. Manuel Gallardo y Juan Cruz Varela eran sus redactores.[4]
- El Granizo: Tuvo 11 números, que aparecieron entre el 29 de octubre y el 10 de noviembre de 1827. Tenía como redactores a los hermanos Florencio, Jacobo y Juan Cruz Varela. Gallardo y Francisco Pico fueron colaboradores de este medio, de corte netamente unitario y desde el cual se atacó duramente al gobernador Manuel Dorrego.[4]
- El Tiempo (diario político, literario y mercantil): Impreso en la Imprenta Argentina y del Estado entre el 1 de mayo de 1828 y el 1 de agosto de 1829, publicó 342 números y un prospecto. Eran redactores los hermanos Juan Cruz y Florencio Varela, Manuel Bonifacio Gallardo y Valentín Alsina. Unitario, combatió permanentemente al gobernador Dorrego.[4]
- El Pampero: Gallardo fue su único redactor. Publicó 107 ejemplares y un suplemento entre el 17 de enero y el 27 de junio de 1829, cuando fue clausurado por Juan Manuel de Rosas. De carácter polémico, fue el último medio unitario de la época publicado en Buenos Aires.[4]

Fue uno de los principales promotores y consejeros del golpe militar del 1 de diciembre de 1828 y del gobierno del general Juan Lavalle, a quien en carta personal felicita por su triunfo en la batalla de Navarro. En 1829 fue brevemente vocal del Consejo de Gobierno de facto.
Tras asumir el poder Juan Manuel de Rosas, en 1830 emigró a Montevideo donde continuó ejerciendo su profesión y combatiendo desde la prensa al nuevo gobierno. En 1838 integraba la Comisión Argentina de exiliados cuando fue expulsado del país por Fructuoso Rivera, debiendo entonces instalarse primero en Florianópolis, Santa Catarina (Brasil) y luego en La Serena (Chile), donde en enero de 1851 casó con Josefa Vigue.
De acuerdo a lo previsto por la Constitución Argentina de 1853, el 6 de agosto de 1854 Justo José de Urquiza designó a los primeros integrantes de la Corte Suprema de Justicia de la Nación Argentina, que debían asumir el 27 de octubre de 1854. Estos eran Gabriel Ocampo, José Roque Funes, Francisco Delgado, Martín Zapata, Facundo Zuviría, Bernabé López, José Benito Graña, Nicanor Molinas y Baldomero García. Dado que sólo tres se encontraban en Paraná, sólo pudo constituirse la Cámara de Justicia, organismo que funcionaría hasta tanto la Corte pudiera operar.
El 20 de febrero de 1855 Urquiza designó a Baltasar Sánchez, Manuel Lucero, Juan Francisco Seguí y a Manuel Bonifacio Gallardo como nuevos integrantes.
En marzo de 1856 cruzó desde Copiapó la cordillera de los Andes instalándose en una Buenos Aires en rebeldía con la Confederación Argentina por lo que nunca se integró a su puesto en el Supremo Tribunal, el cual por otra parte jamás llegó a operar. Tras la reforma constitucional, el 30 de octubre de 1860 Santiago Derqui dejó sin efecto las designaciones.
El 18 de diciembre de 1857 Gallardo asumió como primer Asesor Legal de la Municipalidad de Buenos Aires.
Falleció el 2 de agosto de 1862.
Por Decreto Municipal 13.636/57 y en el marco del centenario de su nombramiento como asesor legal se colocó una placa en la sede de la entonces Dirección General de Asuntos Legales de la ciudad de Buenos Aires y según lo dispuesto por la Resolución P.G. Nº 158/95 el Organismo de la Constitución de la Ciudad Autónoma de Buenos Aires, dispuso que el día de su nombramiento fuera adoptado como Día de la Procuración General.